# Otto Speßhardt
Otto Speßhardt, auch Spesshardt (* 4. November 1911 in Eisenach; † 20. März 1945 in Creuzburg), war ein deutscher Kommunist und antifaschistischer Widerstandskämpfer.

## Leben
Otto Speßhardt wurde im November 1911 als Sohn des Zimmermanns August Speßhardt und dessen Ehefrau Elise in Eisenach geboren. Nach dem Schulbesuch erlernte er das Tischlerhandwerk. 
Über den Kommunistischen Jugendverband Deutschlands kam Speßhardt zur Kommunistischen Partei Deutschlands (KPD) und schloss sich der antifaschistischen Widerstandsgruppe um Ernst Böckel, Willy Enders, Paul Göpel, Erich Honstein, Fritz Koch  und Heinrich Zieger an.
 

Als nach der Machtergreifung der Nationalsozialisten in Deutschland am 30. Januar 1933 auch in Eisenach wenige Tage später die Hakenkreuzflaggen wehten, hisste die lokale Widerstandsgruppe rote Fahnen an prägnanten Eisenacher Punkten als Zeichen des Widerstands. In der Nacht zum 12. März 1933 hisste Speßhardt eine rote Fahne auf dem Berg Metilstein. Im April 1933 wurde er wegen der Verteilung kommunistischer Flugblätter zu einer Haftstrafe verurteilt, die er im Landesjugendgefängnis Eisenach verbüßte. Dort trat der 21-Jährige als Sprecher der Gefangenen gegen deren schlechte Behandlung und Versorgung auf und forderte am Schwarzen Brett der Gefängnisverwaltung: 

„Wir Gefangenen verlangen: Genügend Essen, denn wir fallen bald vor Hunger um. Beseitigung der Arrest- und Prügelstrafe sowie der Kostentziehung.“

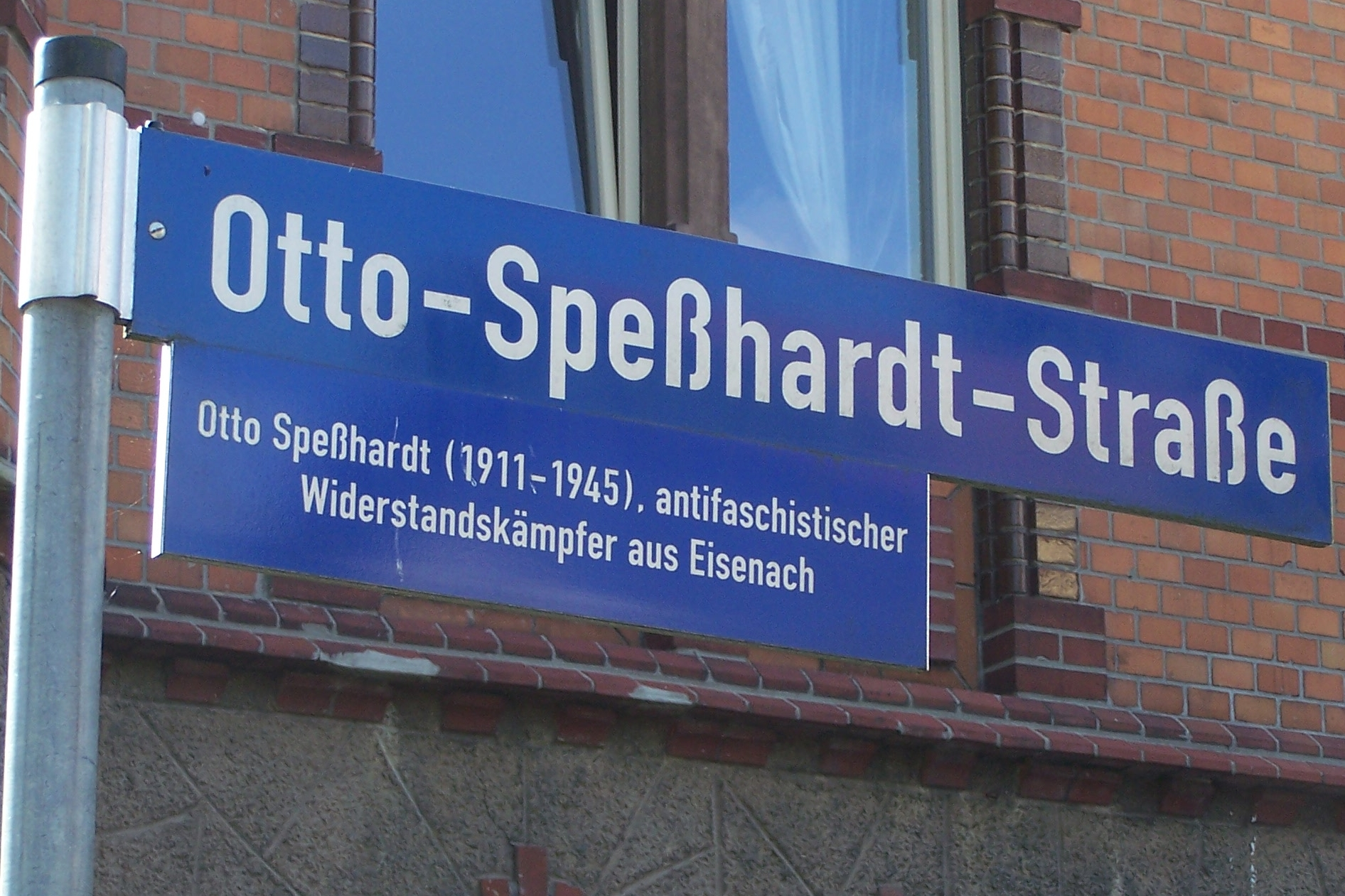
Straßenschild in Eisenach

Im Anschluss an seine Haftstrafe war Speßhardt als sogenannter „Schutzhäftling“ in den Konzentrationslagern Bad Sulza und Lichtenburg bei Prettin (Provinz Sachsen) und schließlich vom 31. Juli 1937 bis zum 31. August 1940 im KZ Buchenwald interniert. Von der Haft durch Tuberkulose gezeichnet, starb Otto Speßhardt noch vor Ende des Krieges am 20. März 1945 im Alter von 33 Jahren in Creuzburg. Nach Angaben des Volksbundes Deutsche Kriegsgräberfürsorge befindet sich seine Grabstätte auf der Kriegsgräberstätte in Eisenach (Endgrablage: Block ODF Grab 9).

## Gedenken
In Eisenach wurde die Otto-Speßhardt-Straße im Villengebiet Marienhöhe im Eisenacher Südviertel 1945 nach ihm benannt, die seit 1895 den Namen Moltke-Straße getragen hatte. Andere Straßen im Südviertel ehren weitere Mitglieder seiner Widerstandsgruppe.